# Josef Menke (Politiker)
Josef Menke (* 10. Mai 1899 auf Gut Teichhof bei Kassel; † 6. Mai 1975 in Bad Driburg) war ein deutscher Landwirt und Politiker (CDU).

## Leben und Beruf
Menke war römisch-katholisch, besuchte bis 1917 das Gymnasium und die Höhere Landwirtschaftsschule. Anschließend absolvierte er, unterbrochen durch ein Jahr Kriegsteilnahme, bis 1920 eine Landwirtschaftslehre. Von 1920 bis 1923 studierte er Landwirtschaft in Halle (Saale), Hohenheim und Göttingen und erwarb das landwirtschaftliche Diplom sowie die Zuchtleiterberechtigung. Von 1924 an war er Gutsbeamter, bis er 1931 den Charlottenhof bei Gehrden im Kreis Warburg pachtete.
Josef Menke war verheiratet mit Irene Menke, geborene Seemann. Aus der Ehe ging Karl-Heinz Menke hervor, der Professor für Tierernährung an der Universität Hohenheim in Stuttgart wurde. Ein weiterer Sohn war der Kieler Professor für Deutsche Sprachwissenschaft Hubertus Menke.

## Partei
Menke beantragte am 8. Januar 1940 die Aufnahme in die NSDAP und wurde zum 1. April desselben Jahres aufgenommen (Mitgliedsnummer 8.312.973). Er schloss sich 1946 der CDU an.

## Abgeordneter
Menke war von 1948 bis 1953 Kreistagsabgeordneter im Kreis Warburg. Er gehörte dem Deutschen Bundestag von 1953 bis 1965 an. Er vertrat den Wahlkreis Warburg-Höxter-Büren im Parlament.

## Öffentliche Ämter
1951/52 war Menke Landrat des Kreises Warburg.